# Pyšely
Pyšely jsou město v okrese Benešov ve Středočeském kraji, asi 15 km jihovýchodně od okraje Prahy a 10 km severně od Benešova. Leží ve středním Posázaví v nadmořské výšce 372 m n. m., samotná řeka Sázava protéká 2,5 km jihovýchodně (v Čerčanech) a jihozápadně (v Nespekách). Obec zaujímá tři katastrální území o celkové rozloze 12,81 km2 a zahrnuje i Zaječice, Kovářovice, Novou Ves a Borovou Lhotu. Žije zde přibližně 2 200 obyvatel. Na území obce se nachází více rekreačních chat než obytných budov.

## Historie

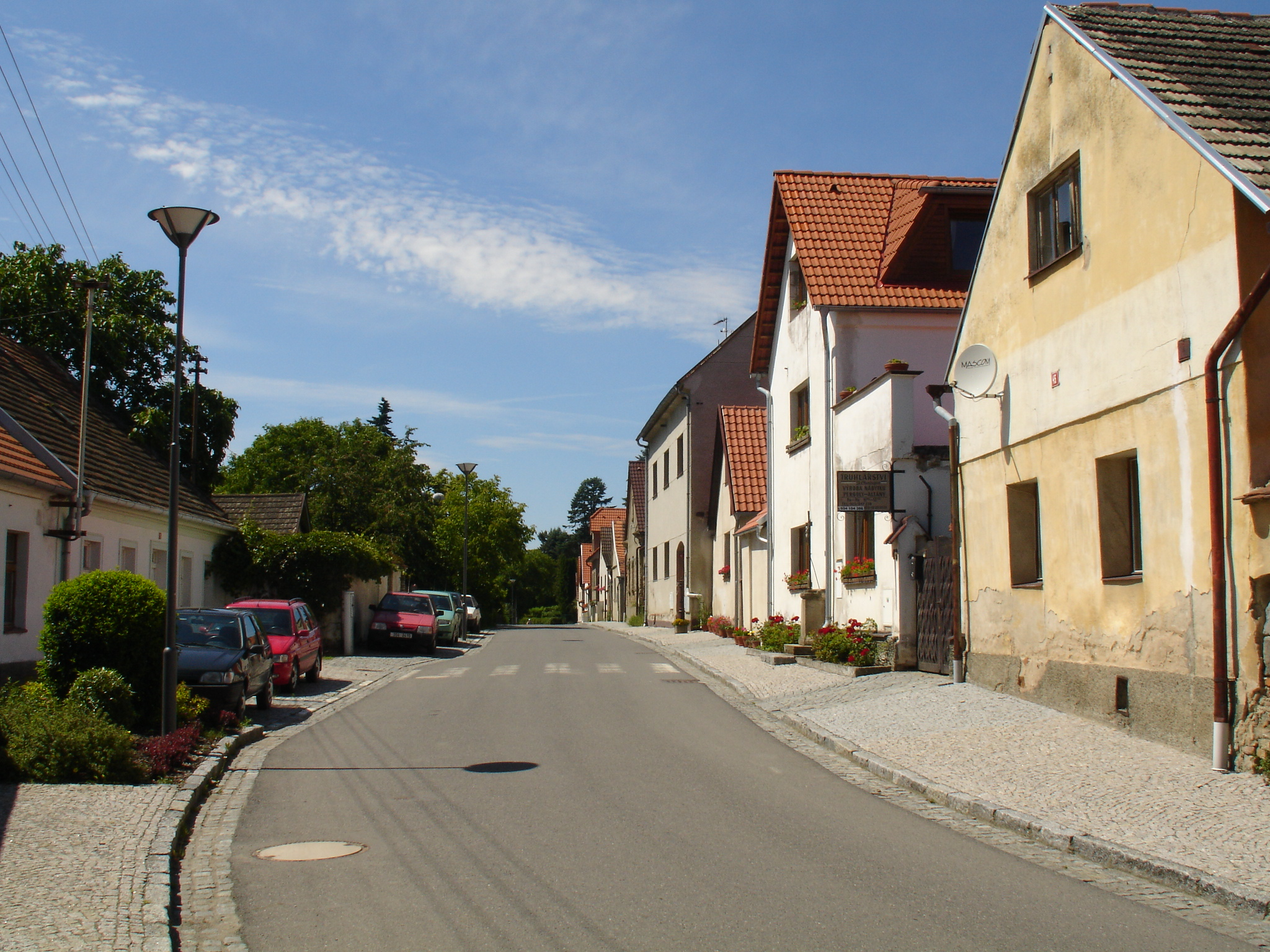
Husova ulice

První písemná zmínka o obci pochází z roku 1295, kdy je zmiňován Předbor z Pyšel jako její tehdejší majitel. Historie města však patrně sahá až do 11. století, na což ukazuje románský původ kostela Povýšení sv. Kříže a četné archeologické nálezy v lokalitě obce. O vysokém stáří Pyšel svědčí i jejich pojmenování, odvozené pravděpodobně od slova pýšeti (těžce oddychovat, supět), které se ve středověké češtině již nevyskytuje. Nejstarší částí města je oblast dnešní Husovy ulice západně od náměstí.
V roce 1620 zde před bitvou na Bílé hoře krátce nocoval král Fridrich Falcký: „26. září 1620 Karlovi Mrackému na Pyšelích. Král odjede příští pondělí do pole a bude v Pyšelích noclehovat. Adresát nechť pro něho připraví několik pokojů a zásobí se viktuáliemi.“
Pyšely byly povýšeny na město 25. října 1703 císařem Leopoldem I. na základě žádosti Františka Antonína Halleweila (ten daroval znaku města část svého erbu – orlí křídlo). O tento status přišly kolem roku 1946. Od 30. ledna 2007 byl obci status města vrácen. V roce 1960 byly k městu připojeny Kovářovice a Zaječice. V letech 1960–1996 byly Pyšely součástí okresu Praha-východ, od 1. ledna 1996 změnily s několika dalšími obcemi v ČR svoji okresní příslušnost.
Od 19. století jsou Pyšely vyhledávaným místem k rekreaci Pražanů, které přitahuje zdejší čerstvý vzduch, lesy a posázavská krajina. Pyšely byly navštěvovány i mnoha známými osobnostmi, mezi něž patřili např. Eliška Krásnohorská, Josef Lada, F. X. Šalda a Václav Špála. Do Pyšel jezdil i Tomáš Garrigue Masaryk, který zde byl od roku 1923 čestným občanem.
| 1869 | 1880 | 1890 | 1900 | 1910 | 1921 | 1930 | 1950 | 1961 | 1970 | 1980 | 1991 | 2001 | 2011 |
| ---- | ---- | ---- | ---- | ---- | ---- | ---- | ---- | ---- | ---- | ---- | ---- | ---- | ---- |
| 1245 | 1001 | 934  | 865  | 938  | 978  | 1134 | 1102 | 1457 | 1275 | 1280 | 1116 | 1196 | 1744 |

### Územněsprávní začlenění
Dějiny územněsprávního začleňování zahrnují období od roku 1850 do současnosti. V chronologickém přehledu je uvedena územně administrativní příslušnost města v roce, kdy ke změně došlo:
- 1850 země česká, kraj Praha, politický okres Jílové, soudní okres Jílové[14]
- 1850 země česká, kraj Praha, politický okres Jílové, soudní okres Jílové
- 1855 země česká, kraj Praha, soudní okres Jílové
- 1868 země česká, politický okres Karlín, soudní okres Jílové
- 1884 země česká, politický okres Královské Vinohrady, soudní okres Jílové[15]
- 1921 země česká, politický okres Královské Vinohrady expozitura Jílové, soudní okres Jílové[16]
- 1925 země česká, politický i soudní okres Jílové[17]
- 1939 země česká, Oberlandrat Praha, politický i soudní okres Jílové[18]
- 1942 země česká, Oberlandrat Praha, politický okres Praha-venkov-jih, soudní okres Jílové[19]
- 1945 země česká, správní i soudní okres Jílové[20]
- 1949 Pražský kraj, okres Říčany[21]
- 1960 Středočeský kraj, okres Praha-východ
- 1996 Středočeský kraj, okres Benešov[22]
- 2003 Středočeský kraj, okres Benešov, obec s rozšířenou působností Benešov

### Rok 1932
Ve městě Pyšely (přísl. Borová Lhota, Nová Ves, 1125 obyvatel) byly v roce 1932 evidovány tyto živnosti a obchody:
- Instituce a průmysl: poštovní úřad, telegrafní úřad, telefonní úřad, četnická stanice, 2 katol. kostely, sirotčinec, společenstvo různých živností, sbor dobrovolných hasičů, 2 výrobny cementového zboží, 2 cihelny, továrna na knoflíky, lihovar, pila, stavební družstvo, velkostatek.
- Služby (výběr): lékař, autodoprava, bio Sokol, drogerie, 2 hodináři, 6 hostinců, kapelník, knihař, kožišník, malíř, obchod s obuví Baťa, 2 pekaři, pohřební ústav, 3 pokrývači, sklenář, 6 obchodů se smíšeným zbožím, Městská spořitelna v Benešově, Zemědělská záložna v Praze, 2 zahradníci, zednický mistr.

V obci Zaječice (přísl. Kovářovice, 296 obyvatel, samostatná obec se později stala součástí Pyšel) byly v roce 1932 evidovány tyto živnosti a obchody: 2 hostince, kolář, kovář, obchod s lahvovým pivem, obchod se smíšeným zbožím, stavitel, 2 trafiky, velkostatek.

## Současnost
Od 90. let 20. století zažívá město rozvoj související zejména s novou výstavbou při okrajích obce. Současně s tím trvale roste počet obyvatel (z necelých 1300 na konci 80. let na více než 2000 v roce 2020). Do místní občanské vybavenosti patří pošta, zdravotní středisko, základní škola (působící v obci přes 350 let), mateřská škola, veřejná knihovna, několik obchodů a stravovacích zařízení. V letech 2009–2010 proběhla v obci kompletní rekonstrukce náměstí a jeho okolí. Připravuje se také rekonstrukce místní základní školy.
V roce 2013 se zde natáčel seriál TV Nova Doktoři z Počátků. V seriálu hrají Martin Stránský, Václav Postránecký, Lenka Termerová, Nela Boudová, Martin Písařík, Halina Pawlowská, Uršula Kluková, David Prachař a další.

### Doprava
Dopravní síť
Směrem na Čtyřkoly a na Vysokou Lhotu se nacházejí odbočky na silnici I/3, směrem na Nespeky odbočka na silnici II/603 (stará benešovská). Cesta do Pyšel z Prahy vlakem trvá 54 min. (z Hlavního nádraží, 39 km), autobusem 58 min. (od stanice metra Budějovická, 32 km). Vzdálenost Pyšel od okraje Prahy při cestě po dálnici D1 a následném odbočení na silnici I/3 u Mirošovic je asi 30 km.
Veřejná doprava 2012
- Autobusová doprava – Doprava je zajišťována autobusy Pražské integrované dopravy především pro spojení s Prahou (zejména linka 401 s návaznostmi v Senohrabech na vlaky linky S9) a autobusy Středočeské integrované dopravy pro spojení s Benešovem. Vlastní železniční zastávka (na IV. tranzitním železničním koridoru, konkrétně na trati 221, zřízena 1892[6]) se nachází na území čerčanské místní části Vysoká Lhota, asi 2,5 km jihovýchodně od centra Pyšel a proto má pro obsluhu samotných Pyšel poměrně malý význam.
- Železniční doprava – Železniční zastávka Pyšely, zřízena 1892,[6] se nachází nedaleko Sázavy, asi 2,5 km jihovýchodně od centra Pyšel na území čerčanské místní části Vysoká Lhota na trati 221 z Prahy do Benešova, která je součástí IV. tranzitního železničního koridoru. Pro svou odlehlost má pro obsluhu samotných Pyšel poměrně malý význam. V železniční zastávce Pyšely zastavovalo v pracovních dnech 33 osobních vlaků, o víkendu 28 osobních vlaků.

### Kultura a sport
V Pyšelích od roku 2003 působí divadelní soubor SDOL (Sbor Dobrovolných Ochotnických Liboherců), který má přes 30 členů a každý rok připravuje 1 až 2 premiéry divadelních her. Na náměstí TGM sídlí dále Pyšelské muzeum (původně založené v roce 1937, obnovené 1996), které vystavuje stálou expozici zaměřenou na obec a její okolí. Od 90. let ve městě vychází jednou měsíčně zpravodaj Městského úřadu Pyšelské listy. Významným kulturním centrem je také Fara Pyšely, kde od roku 2007 probíhají malířská sympozia, koncerty, divadelní představení a občanská setkání.
V městě je rovněž aktivní fotbalový tým SK Pyšely, hrající od sezóny 2009/2010 I. A třídu (fotbalové hřiště se nalézá v ulici Na Košíku).

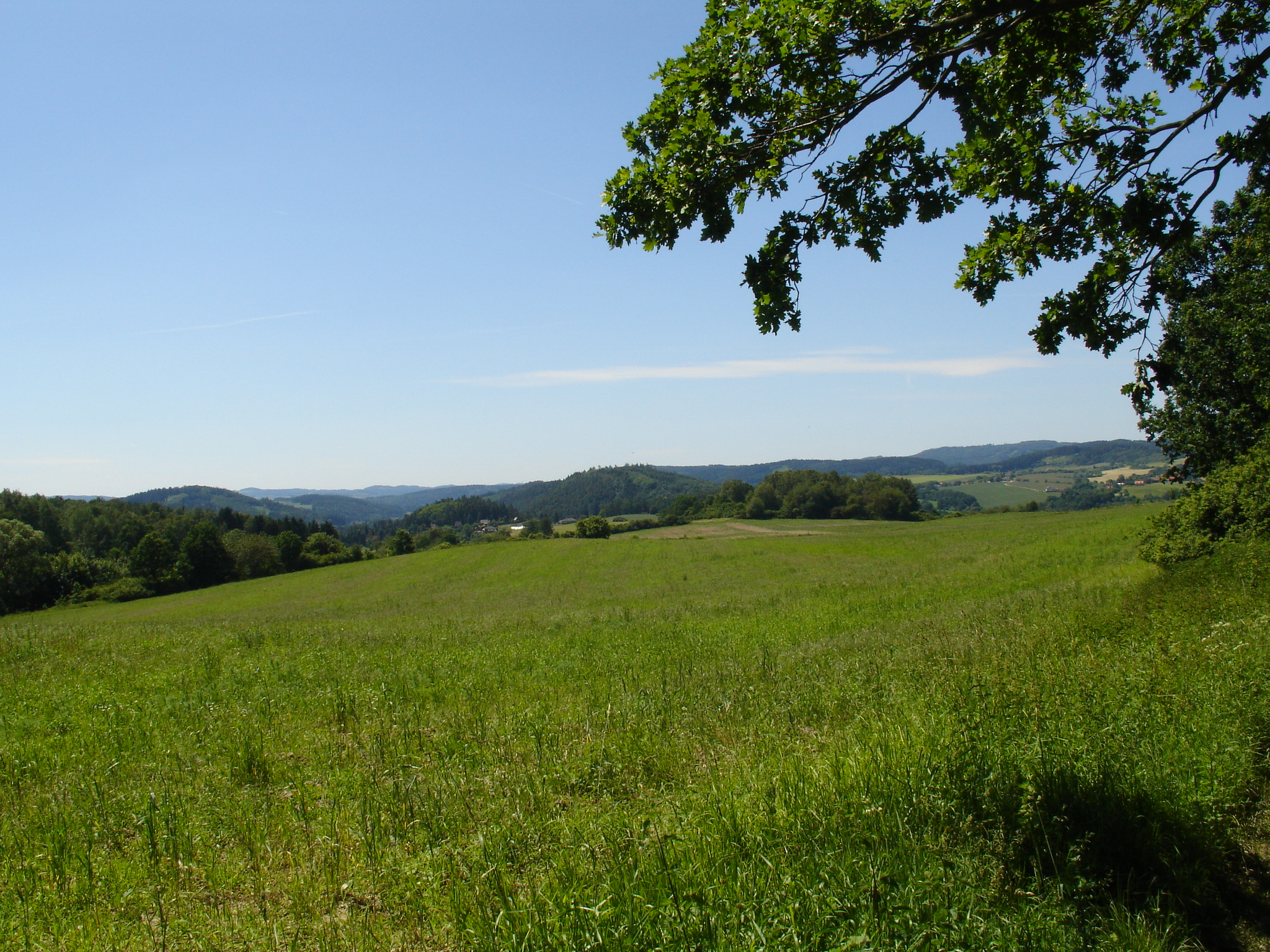
Okolní krajina

### Turistika
V obci končí modře značená turistická trasa vedoucí od železniční zastávky kolem vrchu Obora (396 m n. m.) na Loretu. Dále zde začíná žlutě značená trasa směřující do Velkých Popovic (jedná se o cestu jdoucí lesnatou krajinou přes Gabrhele, Mokřany a Černý mlýn). Poblíž železniční zastávky prochází také dálková červeně značená trasa. Rozcestník turistických tras se nachází na náměstí.
Městem také prochází cyklistická trasa 0030 ze Senohrab do Nespek a začíná zde trasa 0028 směřující do Dobřejovic. Jedná se o trasy střední obtížnosti, vedoucí většinou po silnicích III. třídy nebo po účelových komunikacích.

### Politika
Zastupitelstvo obce má 9 členů. Poslední komunální volby se konaly v roce 2018, účast dosáhla 54,06 % (764 odevzdaných obálek). Do zastupitelstva byli zvoleni kandidáti navržení uskupeními STAN (45,58 %, 4 mandáty), Občanská demokratická strana (31,32 %, 3 mandáty) a Sdružení nezávislých kandidátů Hasiči (23,09 %, 2 mandáty). Další volby se budou konat v roce 2022. Starostkou v roce 2018 se stala Ing. Štěpánka Bednářová /BezPP za STAN/, místostarosty pak Ing. Dana Drábová, Ph.D., dr. h. c. /BezPP za STAN/ a Jan Kostrhoun /BezPP za SNK Hasiči/. Zastupitelé za ODS působí jako předsedové finančního a kontrolního výboru.

## Pamětihodnosti

### Zámek

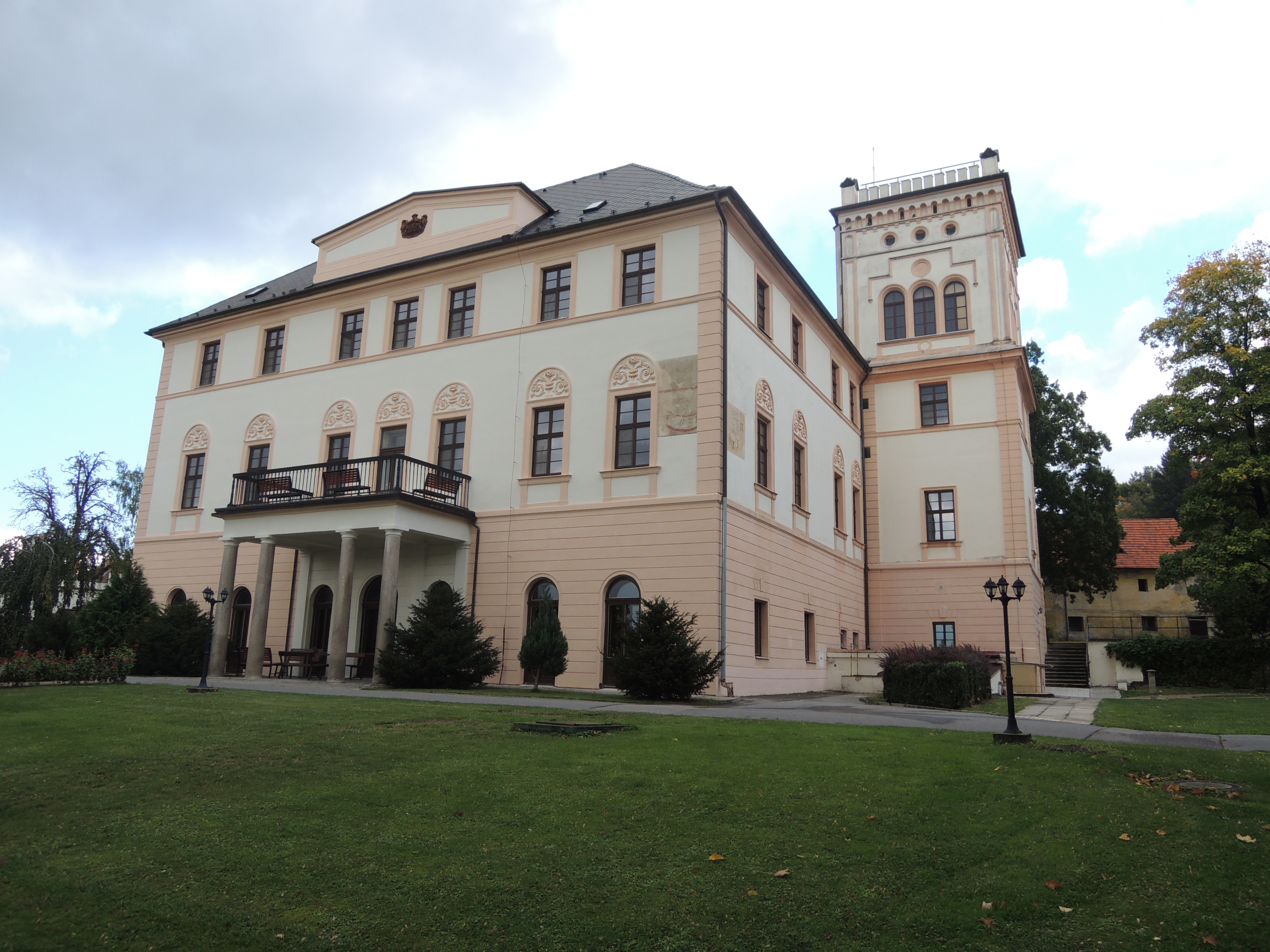
Zámek

Historie zdejšího panského sídla (původní tvrze) není zcela známa. Zámek je v Pyšelích prvně uváděn v roce 1587, kdy jsou jako majitelé panství uváděni Karel Mračský z Dubé s manželkou Maruší z Donína (ti na zámku jednou hostili i krále Fridricha Falckého). V období pobělohorských konfiskací byly Pyšely postoupeny Karlu Harrachovi. V dalším období se majitelé rychle měnili. Roku 1787, kdy byl majitelem Antonín Voračický z Paběnic, byl zámek přestavěn. V roce 1805, za Jáchyma Voračického z Paběnic měl zámek již tři patra, byl celý vystavěn z kamene, měl tři klenuté vchody, nad hlavním schodištěm byla dřevěná kopule a kaple s východem ze zámku. V roce 1820 byl zámek opět přestavěn a vystavěna věž, která však byla roku 1838 zbořena. Před rokem 1908 byl zámek uvnitř zmodernizován a věž byla znovu postavena. Z kaple, zrušené roku 1862, se zachoval kamenný barokní portál.
Fasáda zámku je jednoduchá, v přízemí obdélníková okna s parapety a polokruhovými zdobenými nadokenními poli, v druhém patře obdélníková okna. Na straně do zahrady je balkón na sloupech. U zámku se rovněž nachází park. V roce 1992 proběhla celková rekonstrukce zámku. Zámek slouží od roku 1956 jako domov pro seniory a je veřejnosti nepřístupný.

### Kostel a fara
V dolní části náměstí se nachází kostel Povýšení sv. Kříže. Je to stavba románského původu, slohově velmi blízká kostelu sv. Petra v Poříčí nad Sázavou. Pochází pravděpodobně z 12. století, jeho dnešní podoba je výsledkem několika přestaveb, zejména posledních dvou, které proběhly v letech 1781–1783 a 1861–1862 (tehdy byla přestavěna věž do nynější podoby). Na věži kostela visí gotický zvon z roku 1461. Uvnitř se nachází rokoková kazatelna, která sem byla převezena z jednoho ze zrušených pražských kostelů. Za pozornost dále stojí cínová křtitelnice z roku 1609 a železná litá deska se sv. Janem Křtitelem a s Ukřižovaným, která visí v místnosti před sakristií. Poblíž kostela se nachází pozdně barokní fara, postavená patrně v letech 1763–1765. Ta je v od roku 2007 významným lokálním centrem poskytující prostor pro řadu uměleckých a občanských aktivit. Od roku 2012 zde sídlí občanské sdružení Fara Pyšely.

### Sochařská výzdoba
V obci se nachází bohatá sochařská výzdoba, pocházející většinou z 18. století. Na náměstí před vchodem do zámku stojí socha sv. Jana Nepomuckého, u Loretánské kaple socha sv. Vojtěcha. Před kostelem jsou umístěny další čtyři sochy – sv. František z Assisi (u fary), sv. František Xaverský, sv. Anna a sv. Florián. Autory soch jsou pravděpodobně Jan Bedřich Kohl a Josef Platzer. V místní části Nová Ves byl v roce 2010 v Ladově ulici odhalen pomník zimního krále Fridrich Falckého u příležitosti 390.výročí příjezdu krále do Pyšel.(Autor ak.sochař Michal Vitanovský). V Ladově ulici stojí též pozoruhodná novobarokní boží muka s mozaikami českých patronů od ak.mal. Jindřicha Vydry z roku 1992.

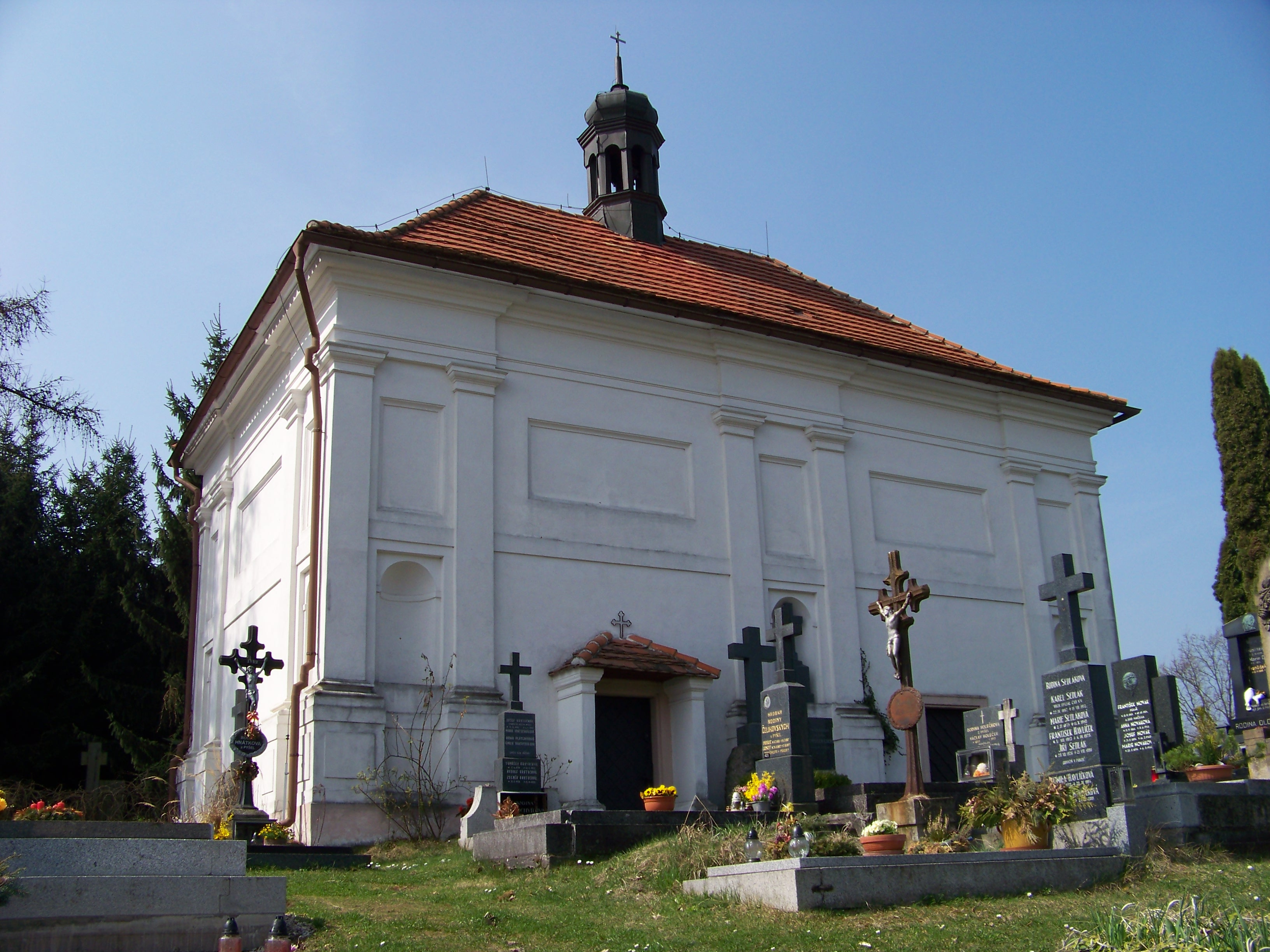
Loretánská kaple se hřbitovem

### Loretánská kaple
V dominantní poloze nad městem (419 m n. m.) se nachází barokní Loretánská kaple z roku 1699, zasvěcená Panně Marii. Dal ji postavit František Antonín Halleweil jako napodobeninu sv. Chýše v Loretu v Itálii. Záhy se stala vyhledávaným poutním místem, kterým zůstala až do doby svého uzavření za reforem císaře Josefa II. v roce 1781. Záchranu Lorety nakonec umožnilo rozhodnutí stejného císaře. Ten zakázal pohřbívat na hřbitovech uprostřed obcí, což byl i případ Pyšel. Původní hřbitov u kostela Povýšení sv. Kříže byl zrušen a nově zřízen v sousedství Lorety (1789), která byla následně přeměněna na hřbitovní kapli.
U příležitosti 300 let od postavení byla Loreta v roce 1999 celkově zrekonstruována. U stropu Lorety je zavěšena dělová koule, kterou sem dal umístit Halleweil jako projev díků za to, že při vpádu švédských vojsk byla tato koule vystřelena na jeho dům v Praze, aniž by jej poškodila. Od Lorety je krásný výhled na širokou oblast středního Posázaví (vidět je například Čerčanský chlum, Neštětická hora a kostel sv. Klimenta nad obcí Lštění, v dálce pak i zámek Konopiště).

## Dětský domov

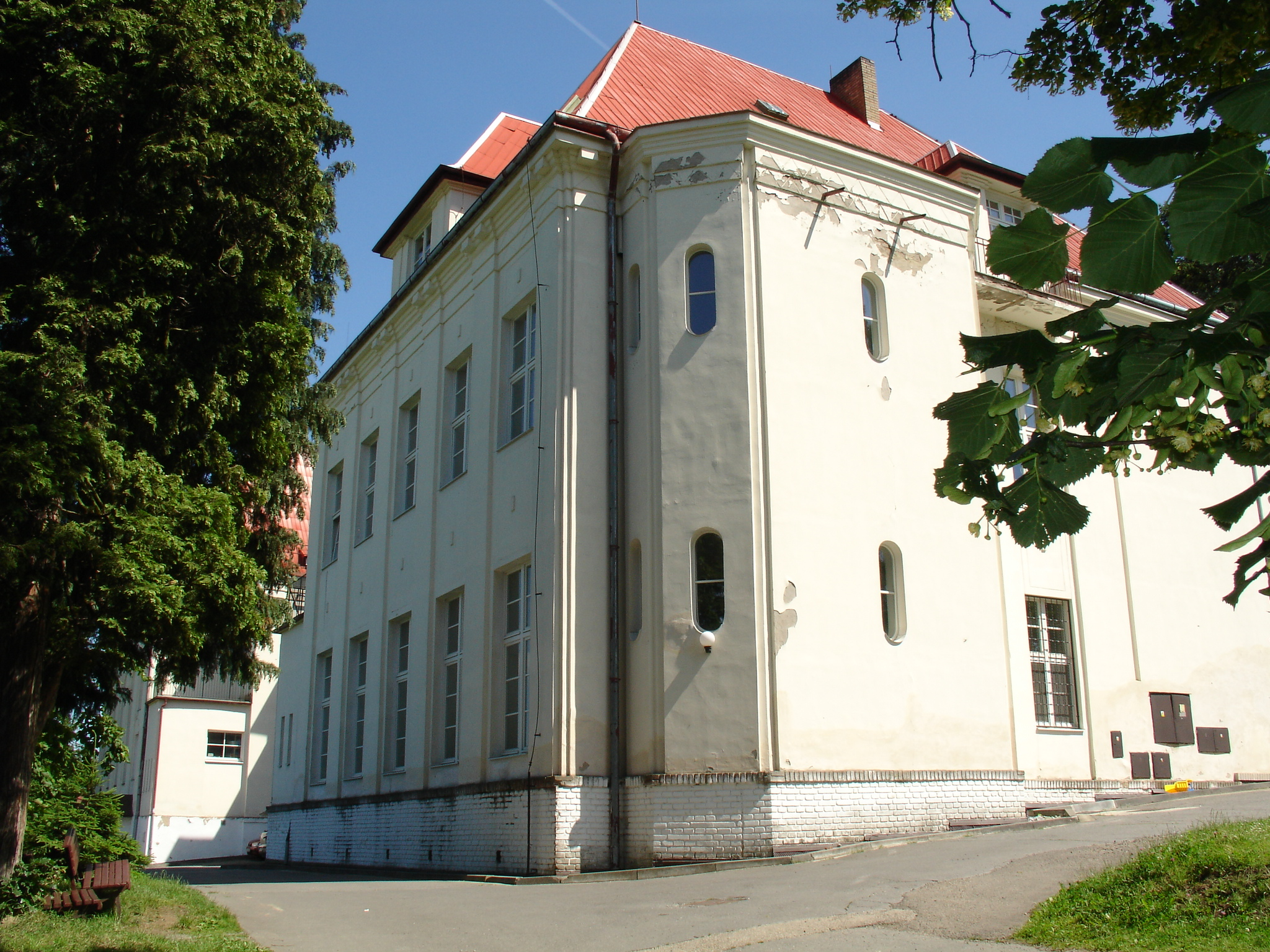
Dětský domov

Ve městě působí dětský domov (v Senohrabské ulici), jehož zřizovatelem je Středočeský kraj. Byl původně postaven v roce 1912 jako Útulek sv. Josefa pro sirotky a opuštěné děti, veden byl řádovými sestrami a svému účelu slouží od zprovoznění v roce 1913 dodnes (jedná se o jednu z mála budov od počátku postavenou pro účely tohoto typu zařízení). Původní útulek se nacházel v Červeném Kostelci a Pyšely byly následně po jeho zrušení vybrány díky menší vzdálenosti od Prahy, vlakovému spojení i krásnému okolí.
Budova domova je dvouposchoďová, v přízemí se nachází zejména provozní zázemí a 1. ze šesti skupin, v 1. patře jsou byty pro další 4 skupiny. Ve 2.patře je poslední 6. skupina a ubytovna pro vychovatele. Suterén je využíván zejména pro zájmovou činnost dětí. Dětský domov se nachází v rozsáhlém areálu zámku, jehož druhá část slouží místnímu domovu pro seniory. K dětskému domovu patří hřiště, zelinářská zahrada a sad, areál je obklopen travnatými plochami se stromy.
Od roku 2004 působí zařízení jako domov rodinného typu (celkový počet dětí nesmí přesáhnout 48) a je určen pro děti od 3 do 18 let (popř. až do konce studia). Děti jsou zde rozděleny do 6 rodinných skupin maximálně po 8 (v jedné skupině jsou chlapci i dívky různého věku, při zachování sourozeneckých vazeb). Domov nedisponuje vlastní školou, děti proto docházejí do okolních škol.

## Slavní rodáci
- Emanuel Rádl (1873–1942), významný český biolog a vitalistický filosof.[7]

## Místní části
- Pyšely
- Zaječice
- Kovářovice
- Nová Ves
- Borová Lhota

## Galerie

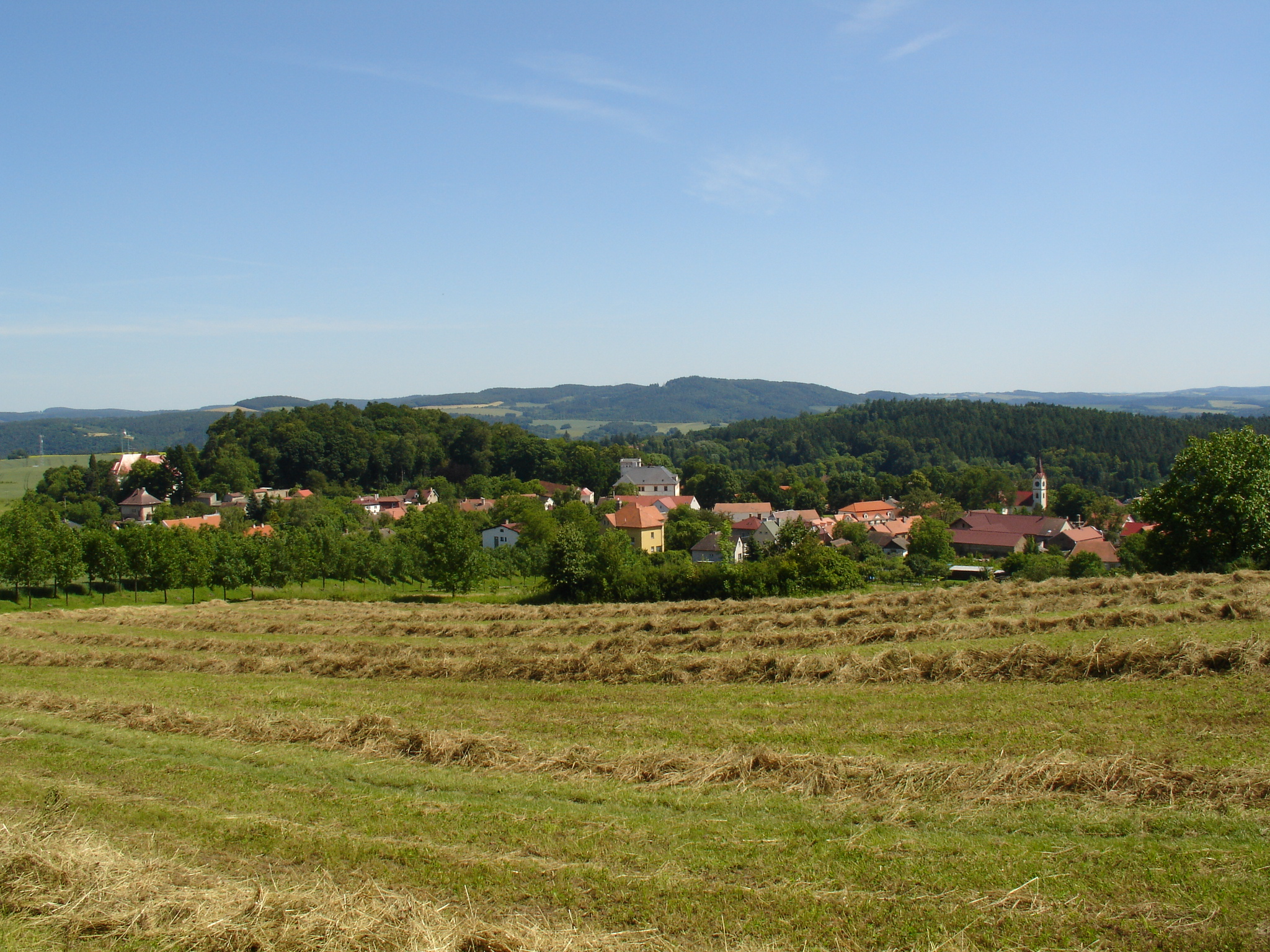
Celkový pohled na město (od Lorety)
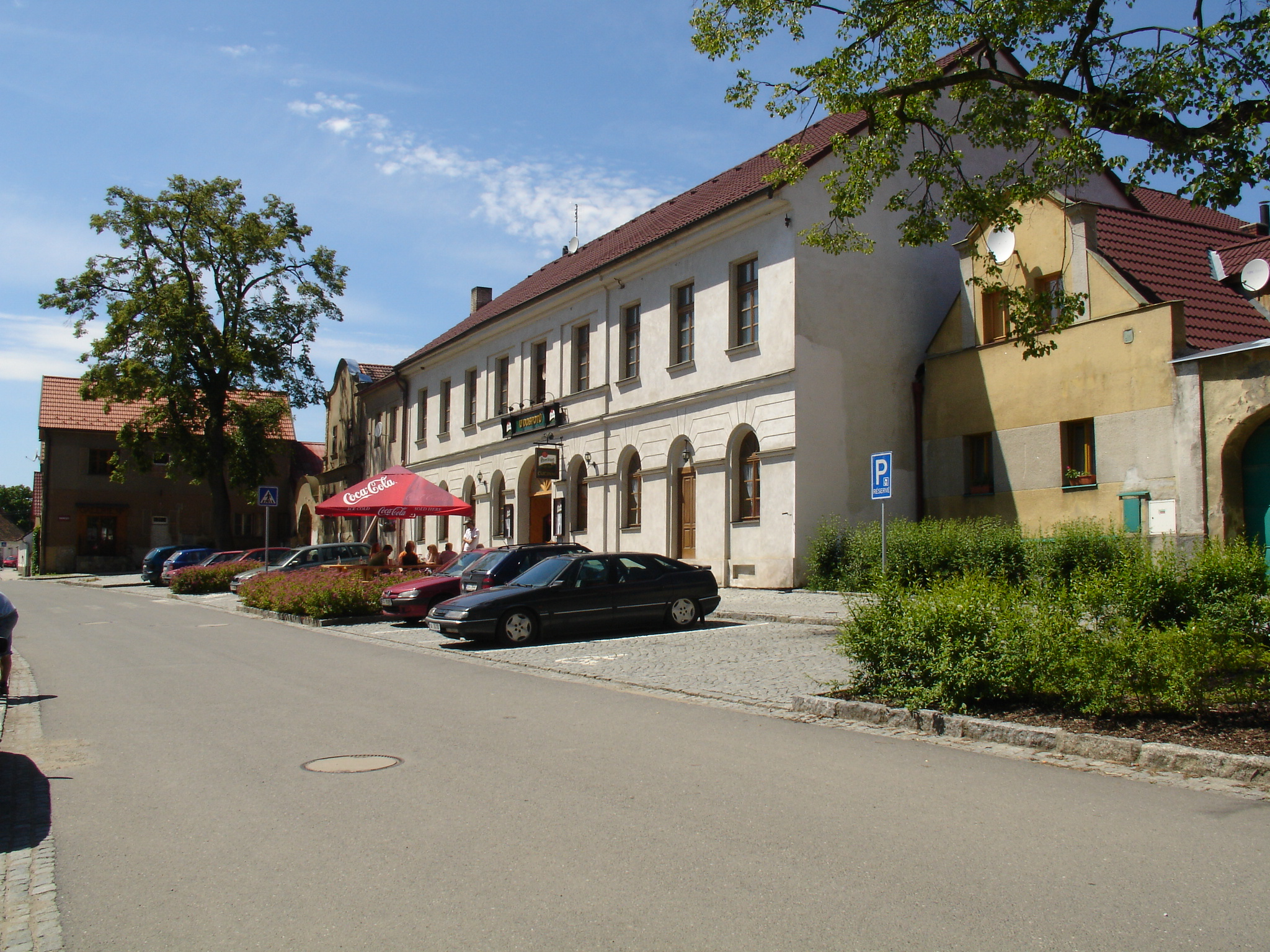
Část náměstí TGM
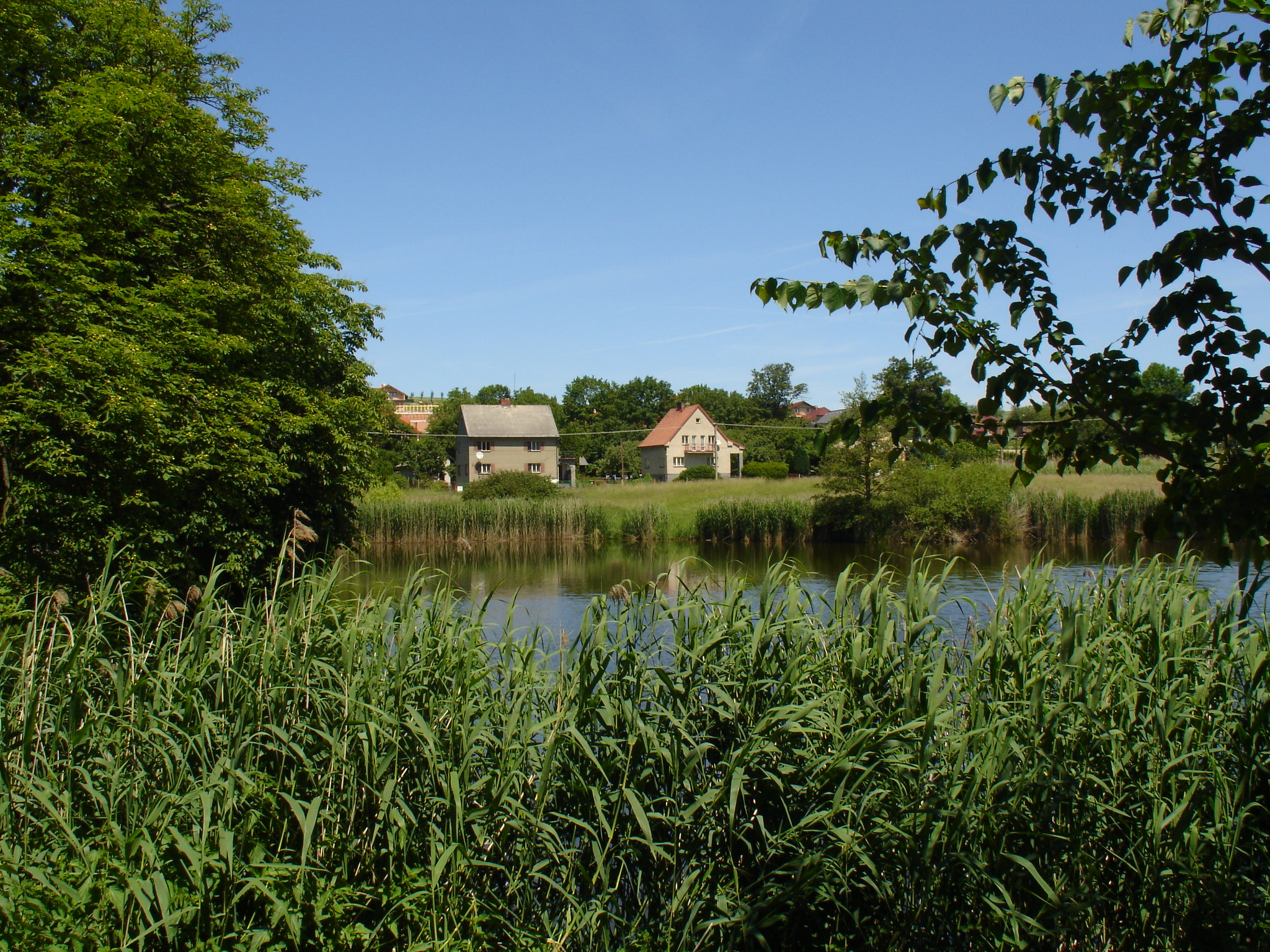
Rybník Prádlo
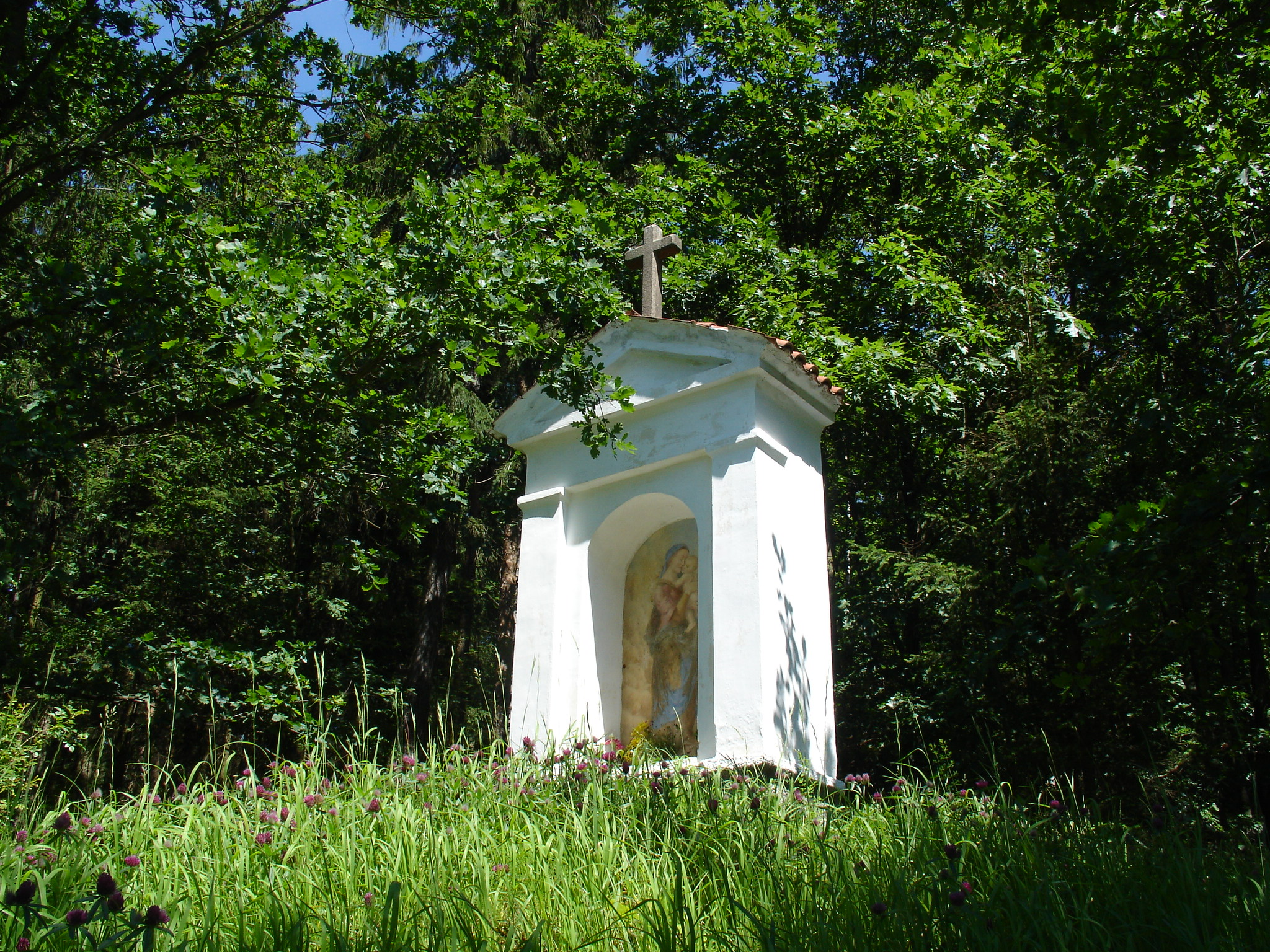
Kaplička (pod kopcem Obora)
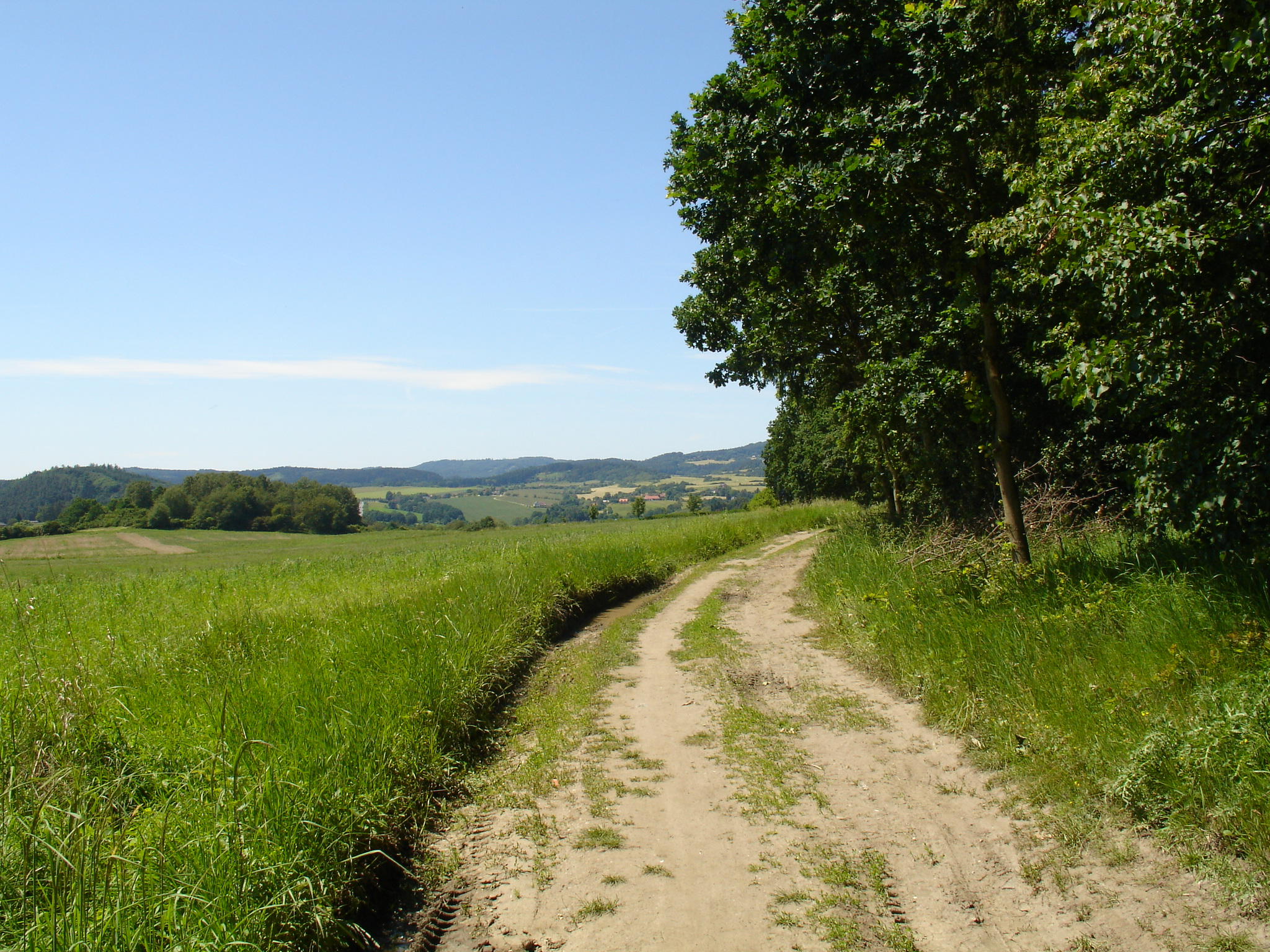
Okolní krajina